# Phrynobatrachus intermedius
Phrynobatrachus intermedius är en groddjursart som beskrevs av Rödel, Boateng, Penner och Hillers 2009. Phrynobatrachus intermedius ingår i släktet Phrynobatrachus och familjen Phrynobatrachidae. IUCN kategoriserar arten globalt som akut hotad. Inga underarter finns listade i Catalogue of Life.